# Por amor a Morelia Michoacán
Por Amor a Morelia Michoacán es un álbum en vivo lanzado por Marco Antonio Solís desde la Plaza Monumental de Morelia, en morelia michoacán, México. El 23 de octubre de 2015 un DVD también fue incluido con la edición de lujo.

## Lista de canciones
Todas las canciones son escritas y compuestas por Marco Antonio Solís.

| N.º | Título                                              | Duración |  |
| 1.  | «Introducción Musical»                              | 2:00     |  |
| 2.  | «Necesito una compañera»                            | 3:42     |  |
| 3.  | «Quiéreme/acepto mi derrota»                        | 5:17     |  |
| 4.  | «Hay de amores a amores»                            | 3:49     |  |
| 5.  | «Mi eterno amor secreto»                            | 3:57     |  |
| 6.  | «Viva el amor»                                      | 4:06     |  |
| 7.  | «Invéntame»                                         | 3:45     |  |
| 8.  | «Presiento que voy a llorar/Ladrón de buena suerte» | 4:36     |  |
| 9.  | «Pirekua Michoacána»                                | 4:48     |  |
| 10. | «Mi mayor necesidad/A donde vayas»                  | 4:43     |  |
| 11. | «Tú me vuelves loco»                                | 3:38     |  |
| 12. | «A dónde vamos a parar»                             | 3:53     |  |
| 13. | «Navidad sin ti»                                    | 4:17     |  |

## DVD
| N.º | Título                                              | Duración |  |
| 1.  | «Introducción Musical»                              |          |  |
| 2.  | «Necesito Una Compañera»                            |          |  |
| 3.  | «Quiéreme/Acepto Mi Derrota»                        |          |  |
| 4.  | «Hay de Amores a Amores»                            |          |  |
| 5.  | «Mi Eterno Amor Secreto»                            |          |  |
| 6.  | «Viva el Amor»                                      |          |  |
| 7.  | «Invéntame»                                         |          |  |
| 8.  | «Presiento Que Voy a Llorar/Ladrón de Buena Suerte» |          |  |
| 9.  | «Pirekua Michoacána»                                |          |  |
| 10. | «Mi Mayor Necesidad/A Donde Vayas»                  |          |  |
| 11. | «Tú Me Vuelves Loco»                                |          |  |
| 12. | «A Dónde Vamos a Parar»                             |          |  |
| 13. | «Navidad Sin Ti»                                    |          |  |

## Posicionamiento en listas
| Lista (2015)                             | Posición |
| ---------------------------------------- | -------- |
| Estados Unidos (Top Latin Albums)        | 4        |
| Estados Unidos (Regional Mexican Albums) | 2        |